# Chen Qingchen
Chen Qingchen (chiń. 陈清晨, ur. 23 czerwca 1997 r. w Xingning) – chińska badmintonistka, mistrzyni i wicemistrzyni olimpijska, podwójna mistrzyni świata w 2017 roku w grze podwójnej i mieszanej, dwukrotna medalistka igrzysk azjatyckich, mistrzyni Azji, wielokrotna mistrzyni juniorskich mistrzostw świata i Azji.